# Crochet de levage
Pour les articles homonymes, voir crochet.
Un crochet de levage est une pièce destinée à saisir et soulever des charges. Le crochet est généralement en acier d'une certaine nuance, recourbé, à simple bec. Il existe d'autres types, comme ceux en forme de C (« type C », pour bobines, par exemple) ou à deux becs (en forme de ω). Certains crochets sont attachés au dispositif de levage par une tige filetée avec écrou, une chape, un œil ou par un émerillon. Les crochets de levage travaillent en porte-à-faux, contrairement aux anneaux et manilles.

## Précautions
- Aucune personne ne doit se trouver sous le dispositif de levage (crochet, manille, pince de levage, etc.) ou sous la charge.
- Un crochet de levage doit être muni d'un linguet de sécurité pour empêcher tout décrochage accidentel de l'élingue[2].
- La charge maximale d'utilisation (CMU ou en anglais SWL, safe working load), exprimée en t ou kg, doit être estampillée[2] sur la selle (partie inférieure du crochet). En cas de surcharge, un crochet sans défaut doit s'ouvrir mais ne doit pas rompre.
- La charge doit :
  - s'appliquer sur le siège (partie qui reçoit l'élingue) ;
  - être attachée de façon que son centre de gravité se trouve sous le crochet.
- L'élingue ne doit pas être enroulée autour du crochet.

## Utilisation
Un crochet de manutention peut avoir une ou plusieurs poulies afin de démultiplier l'effort de traction.
Attaché à un palonnier constitué par exemple de trois poutres formant un H, un crochet de levage peut être utilisé pour soulever un conteneur, un bungalow de chantier ou un véhicule (cas d'une mise en fourrière…).

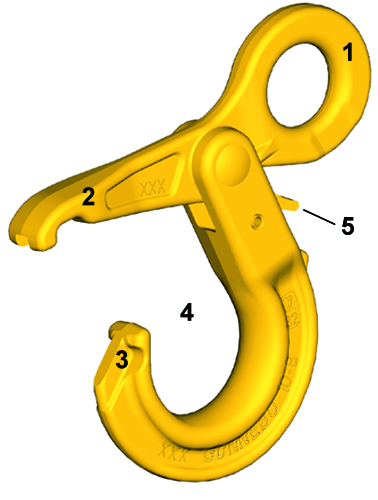
Crochet de levage ouvert à œil (1), avec un linguet robuste ; (3)=bec.
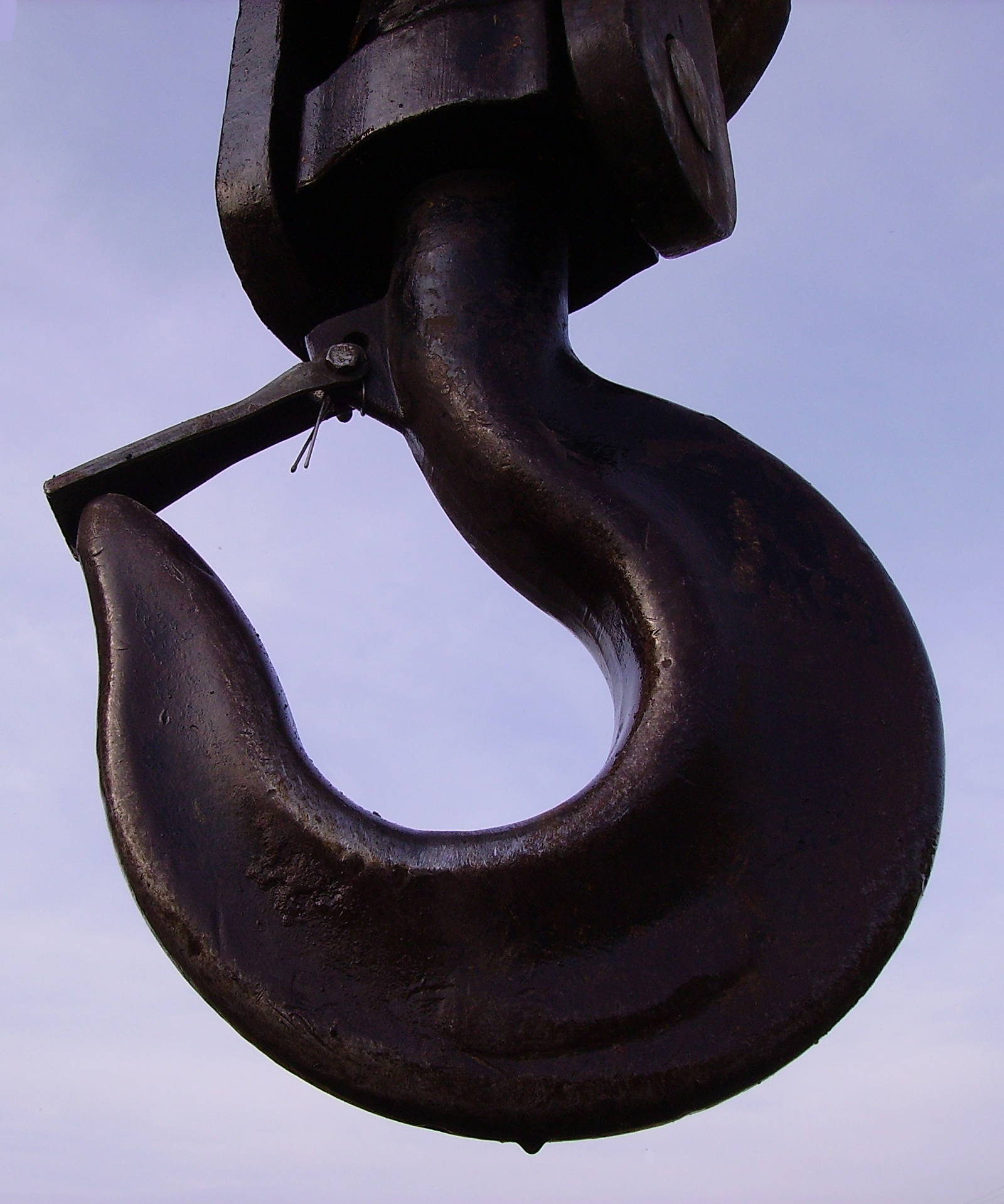
Crochet à chape pour grue mobile, fermé par un linguet, à siège renforcé.
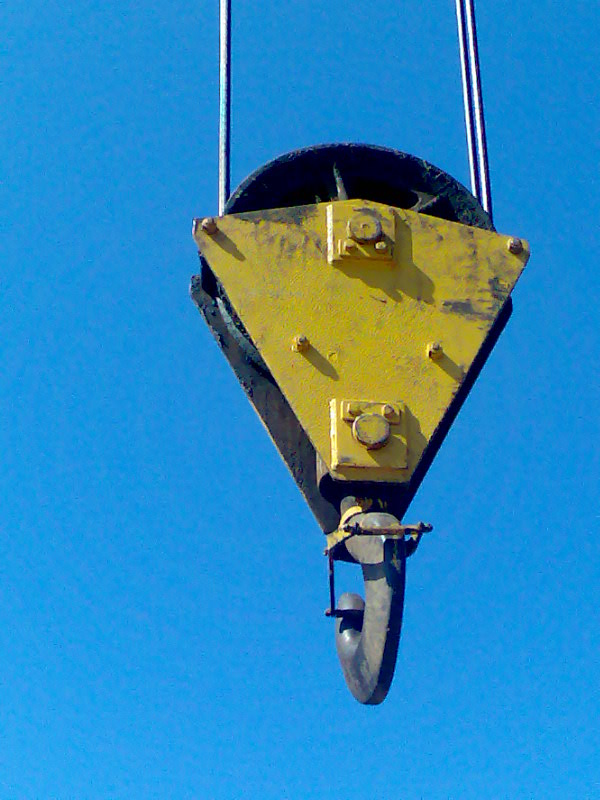
Crochet utilisé avec un ensemble poulies/câble.
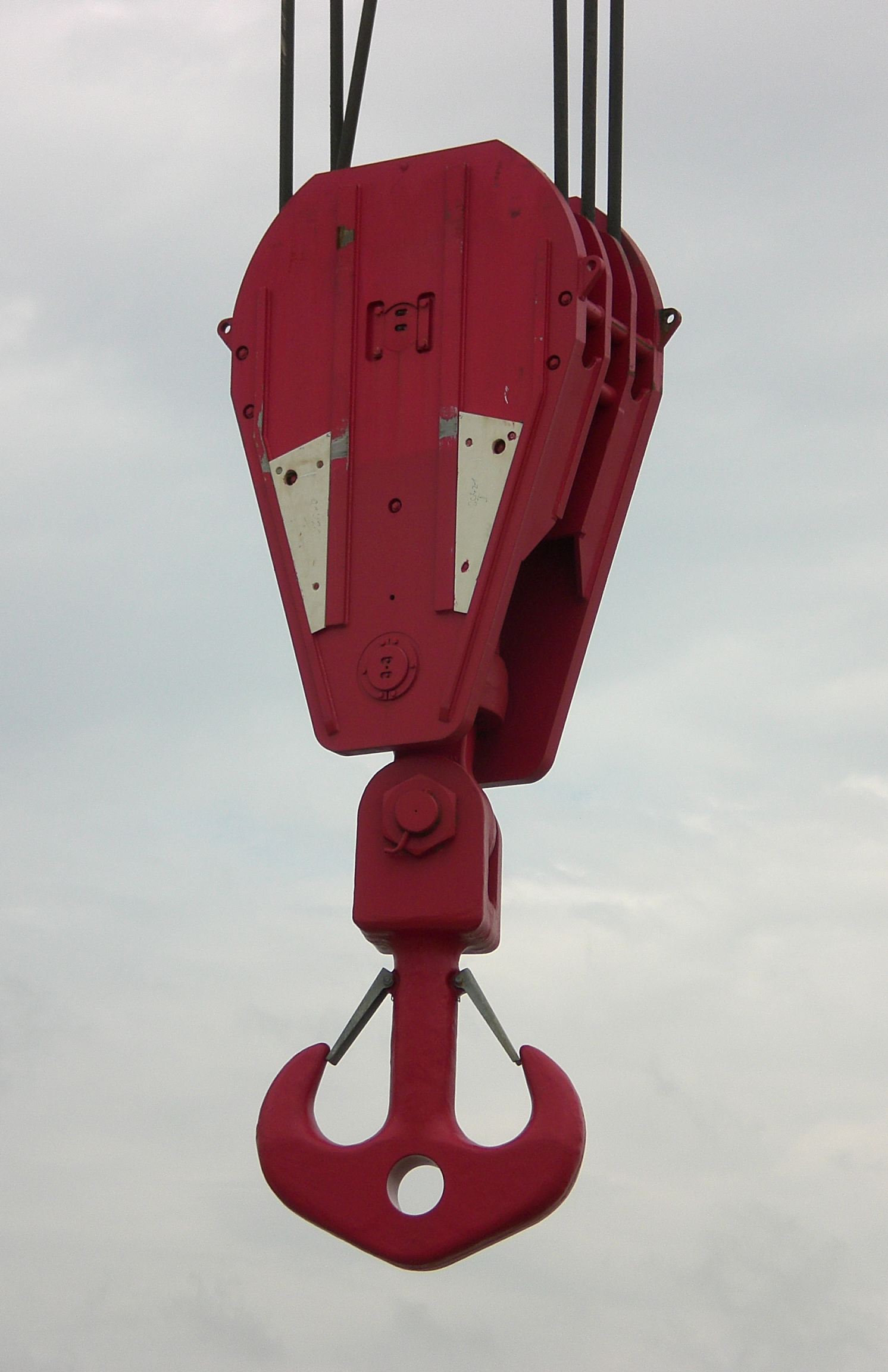
Crochet à deux becs et linguets de sécurité.
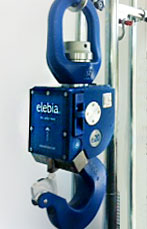
Crochet automatique contrôlé par télécommande.
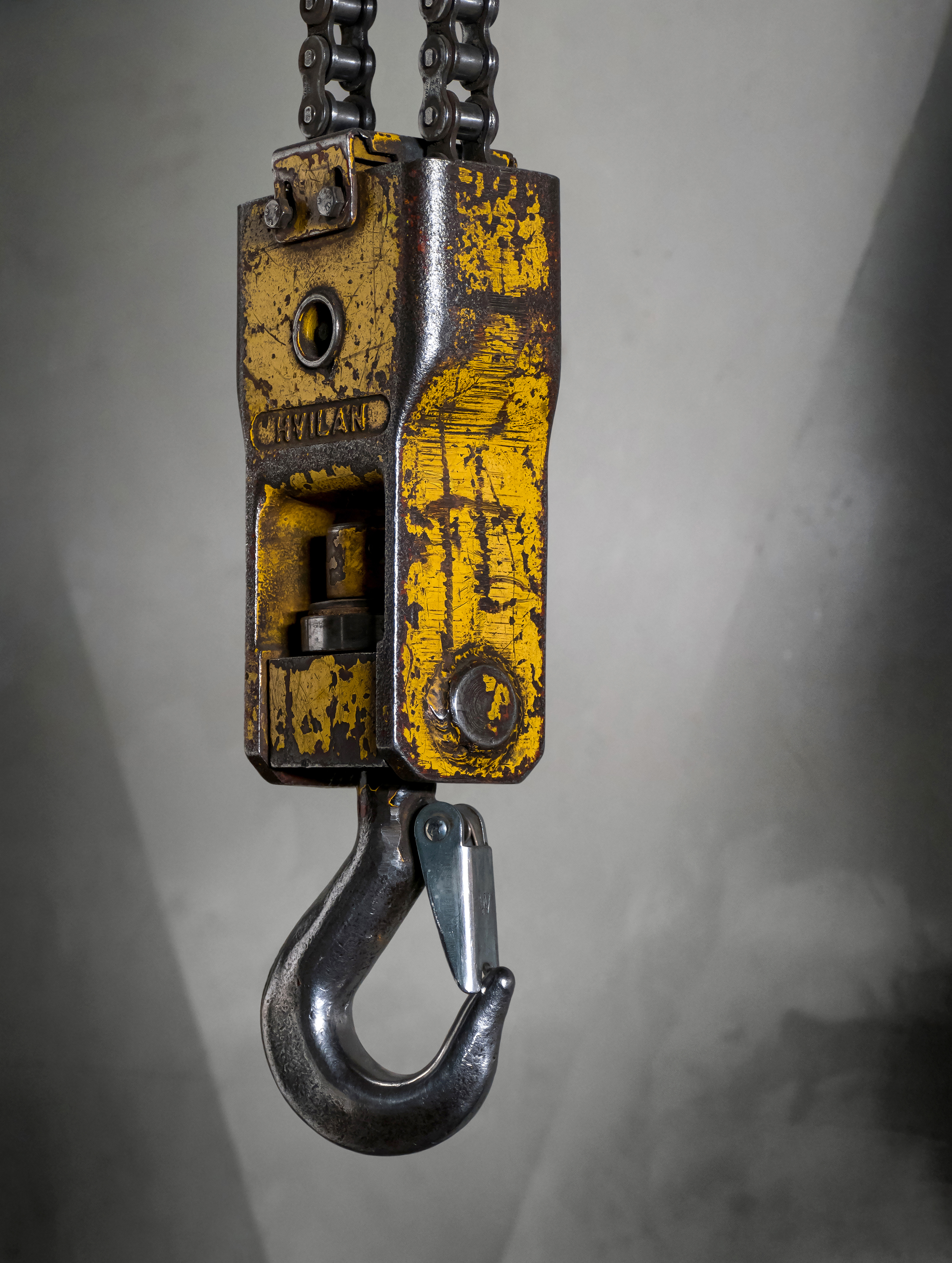
Crochet de levage, société Hvilans Mekaniska Verkstad, Suède.

## Autre appellation
En termes de serrurerie, fin XVIIIe siècle, on désignait le crochet de levage par « main », pièce de fer recourbée de différentes manières, qui servait à accrocher quelque chose ; telle était celle en S, au bout du câble d'une grue, d'une chèvre, et propre à accrocher la louve ; telle était encore celle d'une corde à puits qui tient l'anse du sceau.